# Salwator (Trzebinia)
Salwator – osiedle miasta Trzebinia, w powiecie chrzanowskim, w województwie małopolskim.